# غفعات همتوس

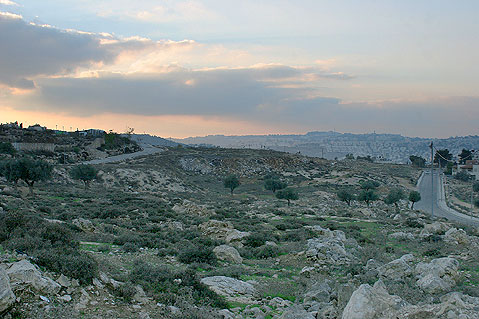
غفعات همتوس

غفعات همتوس أو جفعات همتوس (بالعبرية: גבעת המטוס) قرية من الكرافانات (بيوت مؤقتة غير ثابتة) تقع في جنوب القدس ويقطنها المهاجرين اليهود الإثيوبيين في إسرائيل. مساحة القرية 170 دونم. تحدها تل بيوت من الشمال، مستوطنة جيلو من الجنوب، وبيت صفافا من الغرب.